# Miller am Markt

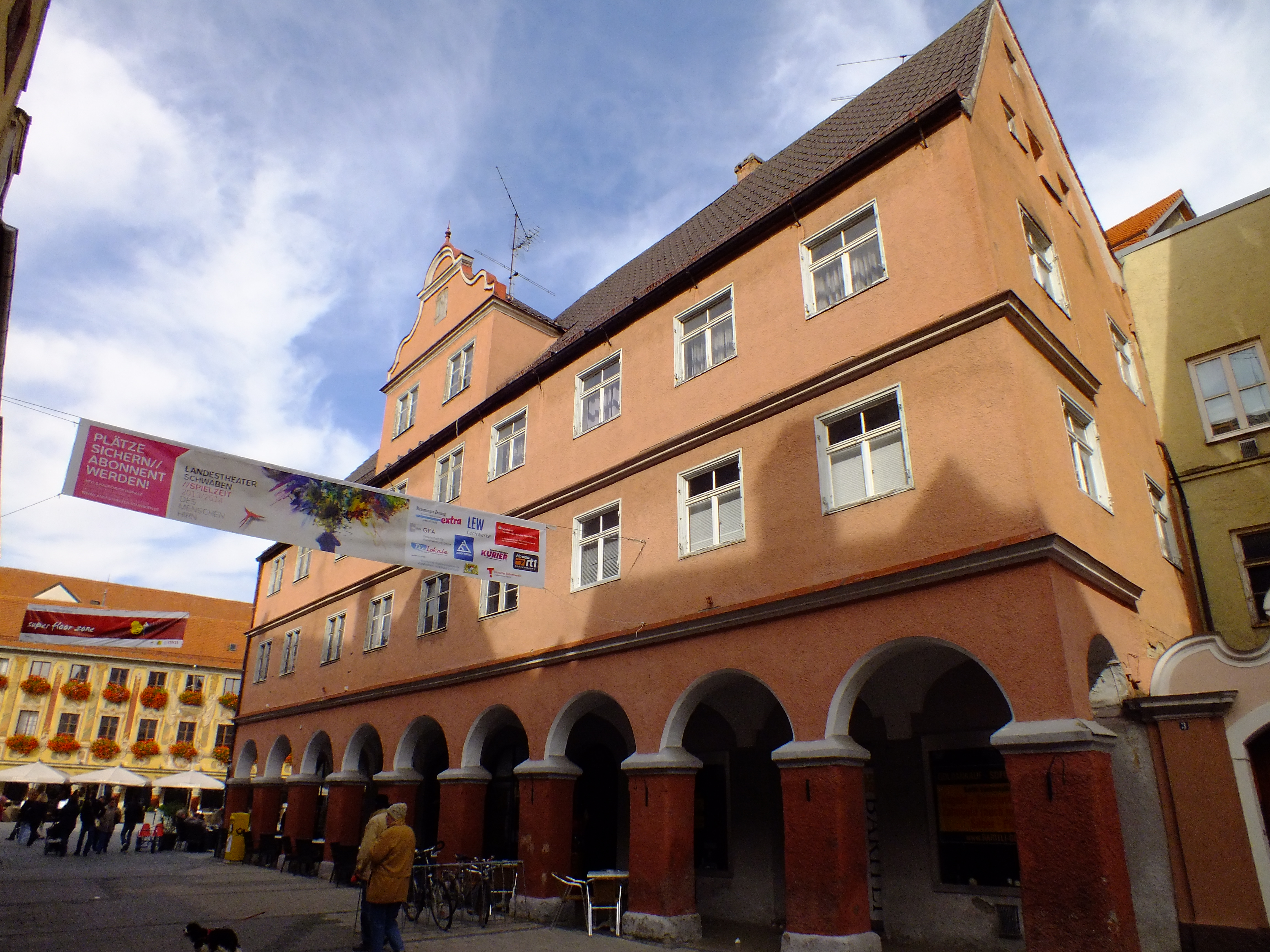
Das Haus Miller am Markt

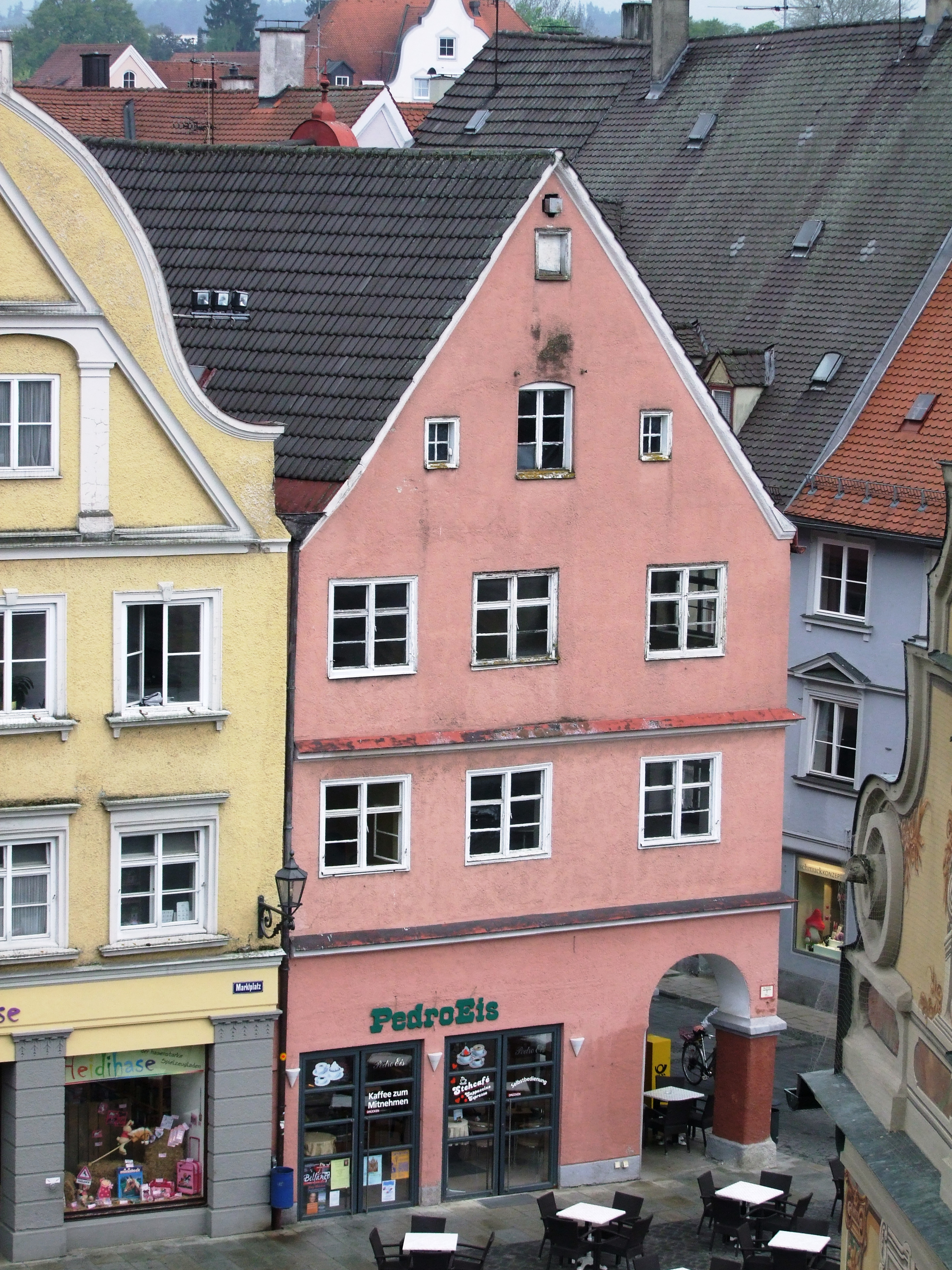
Das Haus Miller am Markt vom Rathaus aus fotografiert

Das Haus Miller am Markt, auch Kramerstraße 1, ist ein unter Denkmalschutz stehendes Haus am Rande des Memminger Marktplatzes. Es wurde 1589 von der Stadt errichtet. Die Giebelseite schließt den Marktplatz zur östlichen Seite der Kramerstraße ab. Die Traufseite ist an der Kramerstraße.
Das dreigeschossige Eckhaus besitzt ein Satteldach und hat neun zu drei Achsen. Ein Zwerchhaus mit einem geschwungenen Giebel an der Traufseite stammt aus der ersten Hälfte des 18. Jahrhunderts. Das Erdgeschoss ist in neun Pfeilerarkaden geöffnet und besitzt ein Kreuzgratgewölbe über breiten Gurten. Das Portal ist korbbogig. Die Tür aus dem 18. Jahrhundert hat Messingbeschläge aus derselben Zeit. Die Oberlichter mit schmiedeeisernem Gitterwerk aus Blatt- und Stabwerk stammen aus der Zeit von 1740 bis 1750. Die Treppengeländer im Inneren des Gebäudes haben schlanke Holzbaluster aus der Mitte des 18. Jahrhunderts. Im Keller befindet sich der Rest einer hochmittelalterlichen Tuffsteinmauer.